# Warning (Album)
Warning (englisch für „Warnung“) ist das sechste Studioalbum der amerikanischen Rockband Green Day, das im September 2000 erschien.

## Entstehung und Veröffentlichung
Die Erstveröffentlichung von Warning erfolgte am 20. September 2000 bei Reprise Records (Katalognummer: 9 47857-2). Das Album erschien in seiner Originalausführung als CD mit zwölf Titeln (Katalognummer: 9362-47613-2). In Australien (Katalognummer: 9 36247857-2) und Japan (Katalognummer: 9 47857-2) erschien das Album mit zwei Liveversionen zu 86 und Brat als Bonustitel.
Geschrieben und produziert wurden die Lieder gemeinsam von den Green-Day-Mitgliedern Billie Joe Armstrong, Tré Cool und Mike Dirnt.

## Titelliste
1. Warning – 3:42
2. Blood, Sex and Booze – 3:34
3. Church on Sunday – 3:11
4. Fashion Victim – 2:41
5. Castaway – 3:53
6. Misery – 5:06
7. Deadbeat Holiday – 3:35
8. Hold On – 2:57
9. Jackass – 2:43
10. Waiting – 3:14
11. Minority – 2:49
12. Macy’s Day Parade – 3:34

### Bonustitel
1. Brat (Live) – 1:42
2. 86 (Live) – 3:02

### B-Seiten
1. Scumbag
2. Outsider (Ramones-Cover)
3. Don't Want to Know If You Are Lonely (Hüsker-Dü-Cover)
4. Maria

## Singleauskopplungen
| Jahr | Titel    | Höchstplatzierung, Gesamtwochen, AuszeichnungChartplatzierungen (Jahr, Titel, , Platzierungen, Wochen, Auszeichnungen, Anmerkungen) | Höchstplatzierung, Gesamtwochen, AuszeichnungChartplatzierungen (Jahr, Titel, , Platzierungen, Wochen, Auszeichnungen, Anmerkungen) | Anmerkungen                             |
| Jahr | Titel    | UK | Rock | Anmerkungen                             |
| ---- | -------- | --- | --- | --------------------------------------- |
| 2000 | Minority | UK18 Silber · (3 Wo.)UK | Rock1 (23 Wo.)Rock | Erstveröffentlichung: 31. August 2000   |
| 2000 | Warning  | UK27 (4 Wo.)UK | Rock3 (19 Wo.)Rock | Erstveröffentlichung: 11. Dezember 2000 |
| 2001 | Waiting  | UK34 (2 Wo.)UK | Rock26 (8 Wo.)Rock | Erstveröffentlichung: 29. Oktober 2000  |

grau schraffiert: keine Chartdaten aus diesem Jahr verfügbar

## Kommerzieller Erfolg

### Chartplatzierungen
| ChartsChartplatzierungen       | Höchstplatzierung | Wochen |
| ------------------------------ | ----------------- | ------ |
| Deutschland (GfK)              | 21 (5 Wo.)        | 5      |
| Österreich (Ö3)                | 14 (5 Wo.)        | 5      |
| Schweiz (IFPI)                 | 11 (8 Wo.)        | 8      |
| Vereinigte Staaten (Billboard) | 4 (25 Wo.)        | 25     |
| Vereinigtes Königreich (OCC)   | 4 (21 Wo.)        | 21     |

| ChartsJahrescharts (2001)      | Platzierung |
| ------------------------------ | ----------- |
| Vereinigte Staaten (Billboard) | 197         |

### Auszeichnungen für Musikverkäufe
| Land/Region                  | Auszeichnungen für Musikverkäufe (Land/Region, Auszeichnung, Verkäufe) | Verkäufe  |
| ---------------------------- | ---------------------------------------------------------------------- | --------- |
| Australien (ARIA)            | Platin                                                                 | 70.000    |
| Italien (FIMI)               | Platin                                                                 | 100.000   |
| Japan (RIAJ)                 | Platin                                                                 | 200.000   |
| Kanada (MC)                  | Platin                                                                 | 100.000   |
| Neuseeland (RMNZ)            | Gold                                                                   | 7.500     |
| Vereinigte Staaten (RIAA)    | Gold                                                                   | 500.000   |
| Vereinigtes Königreich (BPI) | Platin                                                                 | 300.000   |
| Insgesamt                    | 2× Gold · 5× Platin ·                                                  | 1.277.500 |

Hauptartikel: Green Day/Auszeichnungen für Musikverkäufe